# Будинок Майкапар
Будинок Майкапар (Будинок з атлантами або «Рожевий торт)» — київський прибутковий будинок Рахилі Майкапар на Лютеранській вулиці, 6. На думку дослідників, будівля — один із найкращих зразків еклектичної архітектури у забудові міста.
Наказом Міністерства культури і туризму України № 662/0/16-07 від 16 червня 2007 року будівля занесена до обліку пам'яток архітектури (охоронний номер 425-Кв).

## Історія
Будинок споруджено близько 1905 року, імовірно, за проектом архітектора Мартина Клуга. Разом із чотириповерховим флігелем 1901 року, перпендикулярним до чолового корпусу (архітектор Микола Вишневський), та шестиповерховим будинком № 8 1910—1911 років, розташованим у глибині подвір'я (архітектор Федір Олтаржевський), входили до складу однієї садиби. Садиба належала київській купчисі Рахілі Майкапар.
Будинок був значно пошкоджений під час вересневої пожежі 1941 року, яку спричинив підрив середмістя радянськими диверсантами. У 1950-х роках відбудовано з переплануванням.

## Архітектура

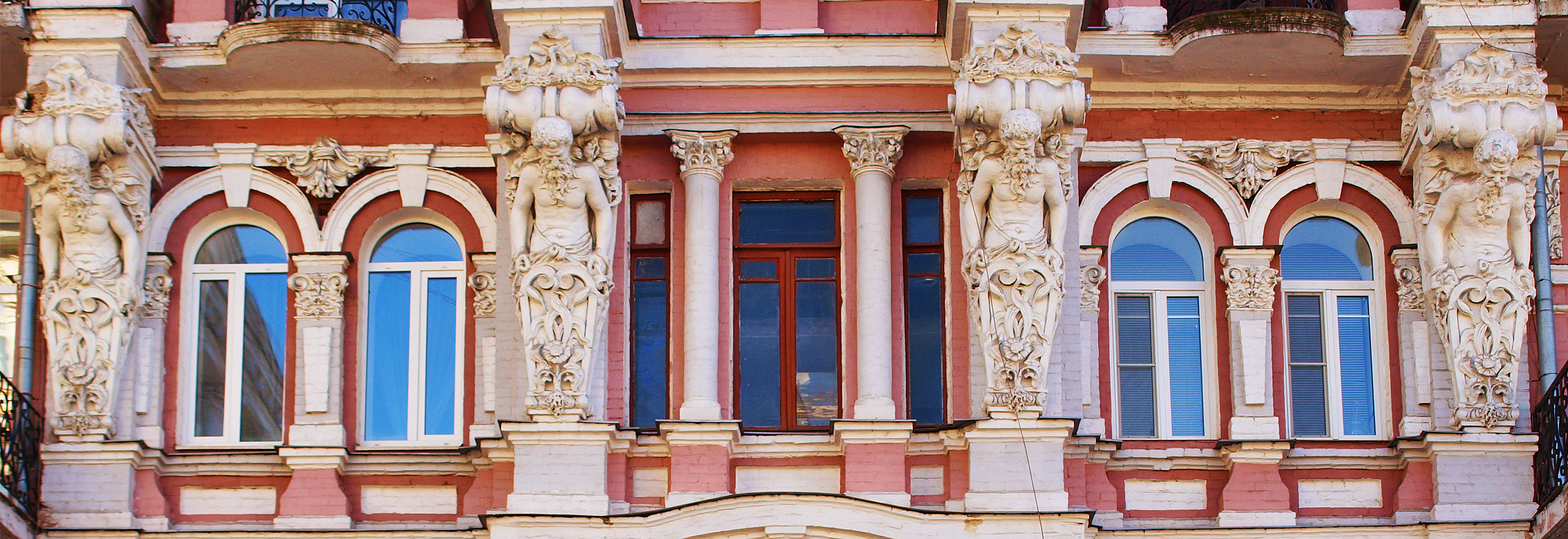
Атланти

Основний корпус цегляний, тинькований. Будівля має двосекційне планування. Декор фасаду вирішений в Еклектичному стилі з ренесансно-бароковими рисами. Центральна й бічні осі виділені пристінними тричвертєвими корінфськими портиками на четвертому та п'ятому поверхах.
Балкони всередині портиків фланковано малими колонками. Портал центрального входу завершено волютами, вміщеними у плоску складнопрофільовану нішу параболічного абрису. Фігури атлантів, каріатид та інші орнаментальні рельєфи та деталі скульптурного декору відзначаються майстерністю виконання. Капітелі мають оригінальну форму з мотивами фауни.

## Галерея

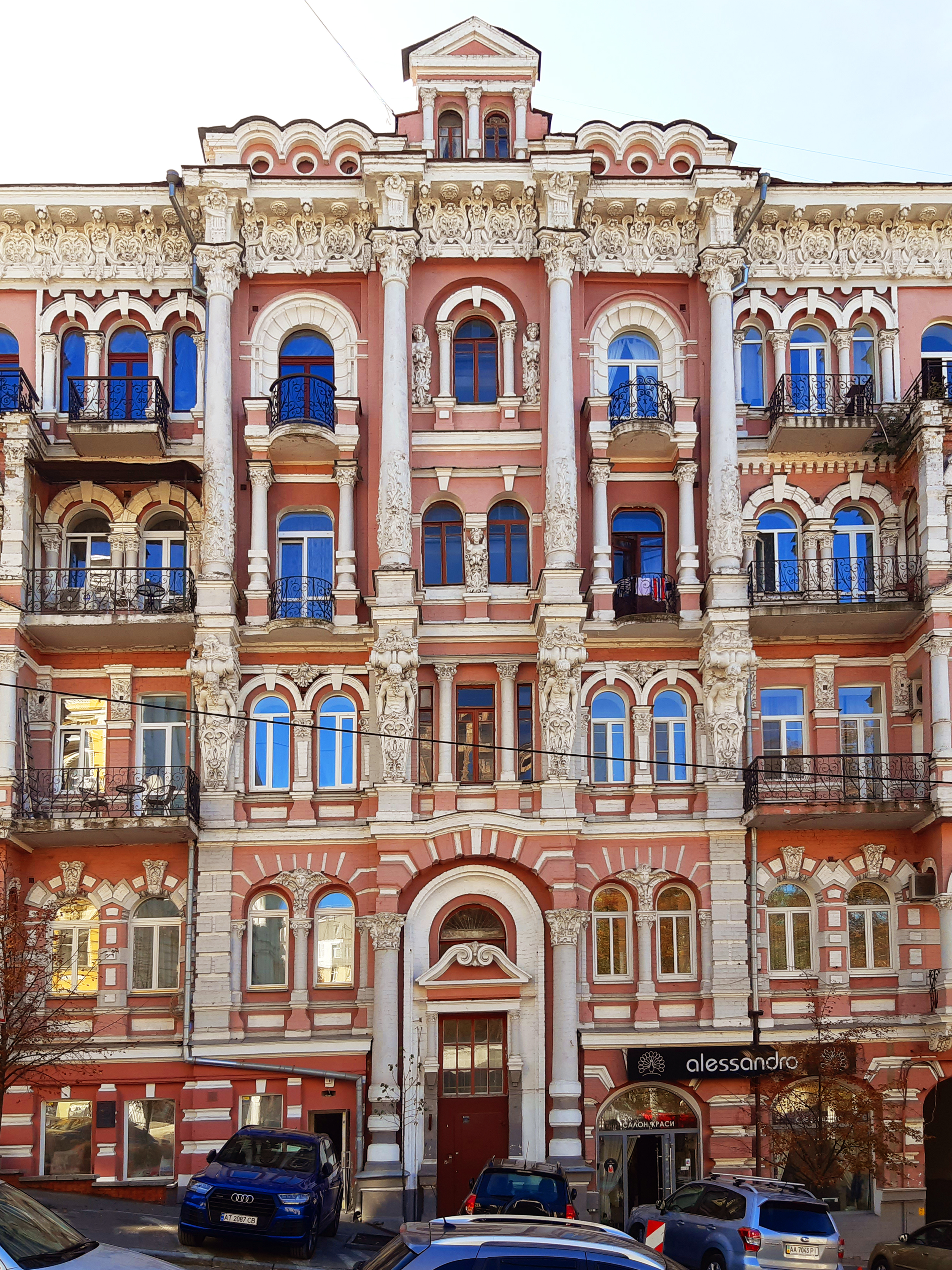
Фасад
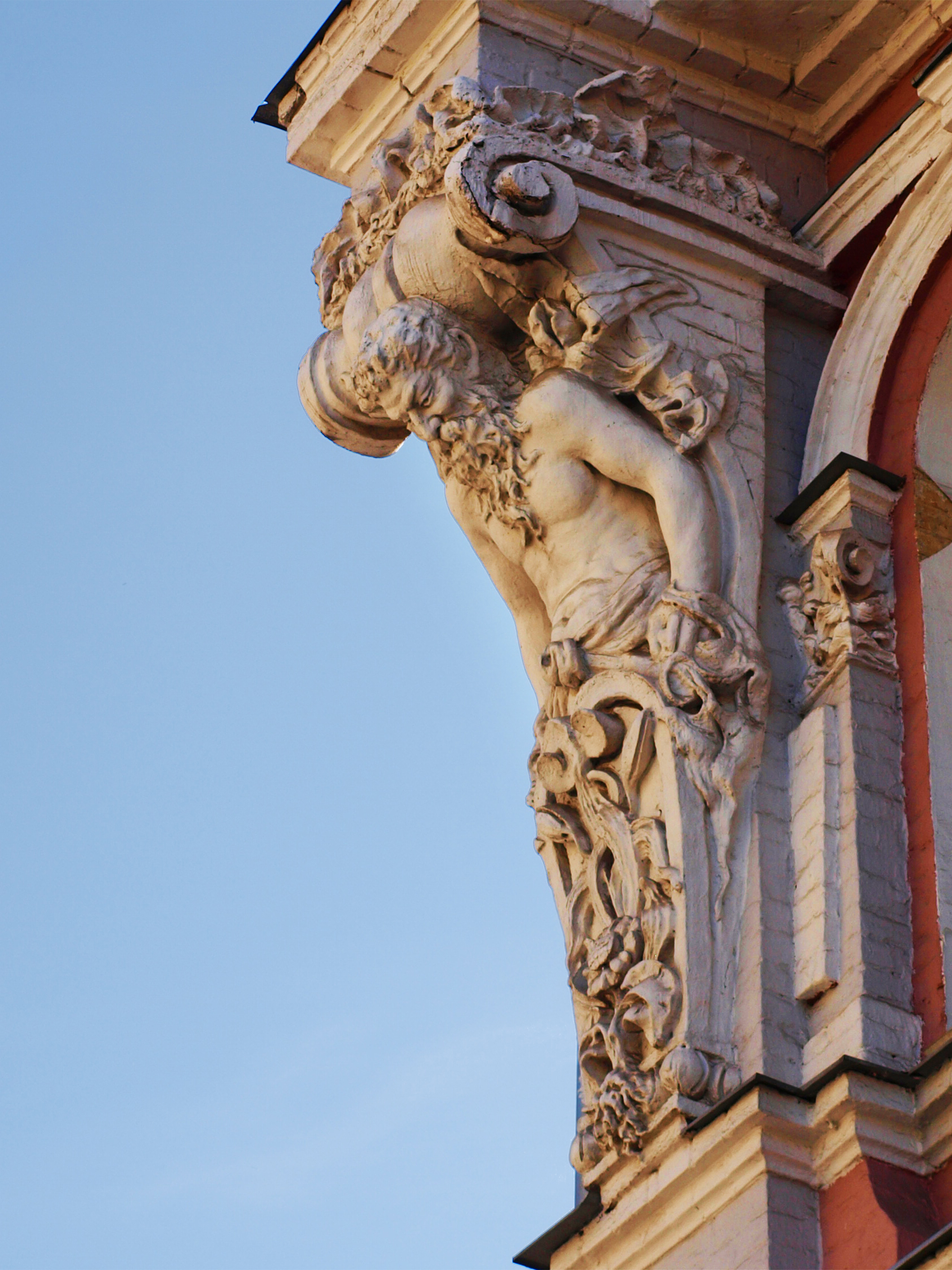
Атлант
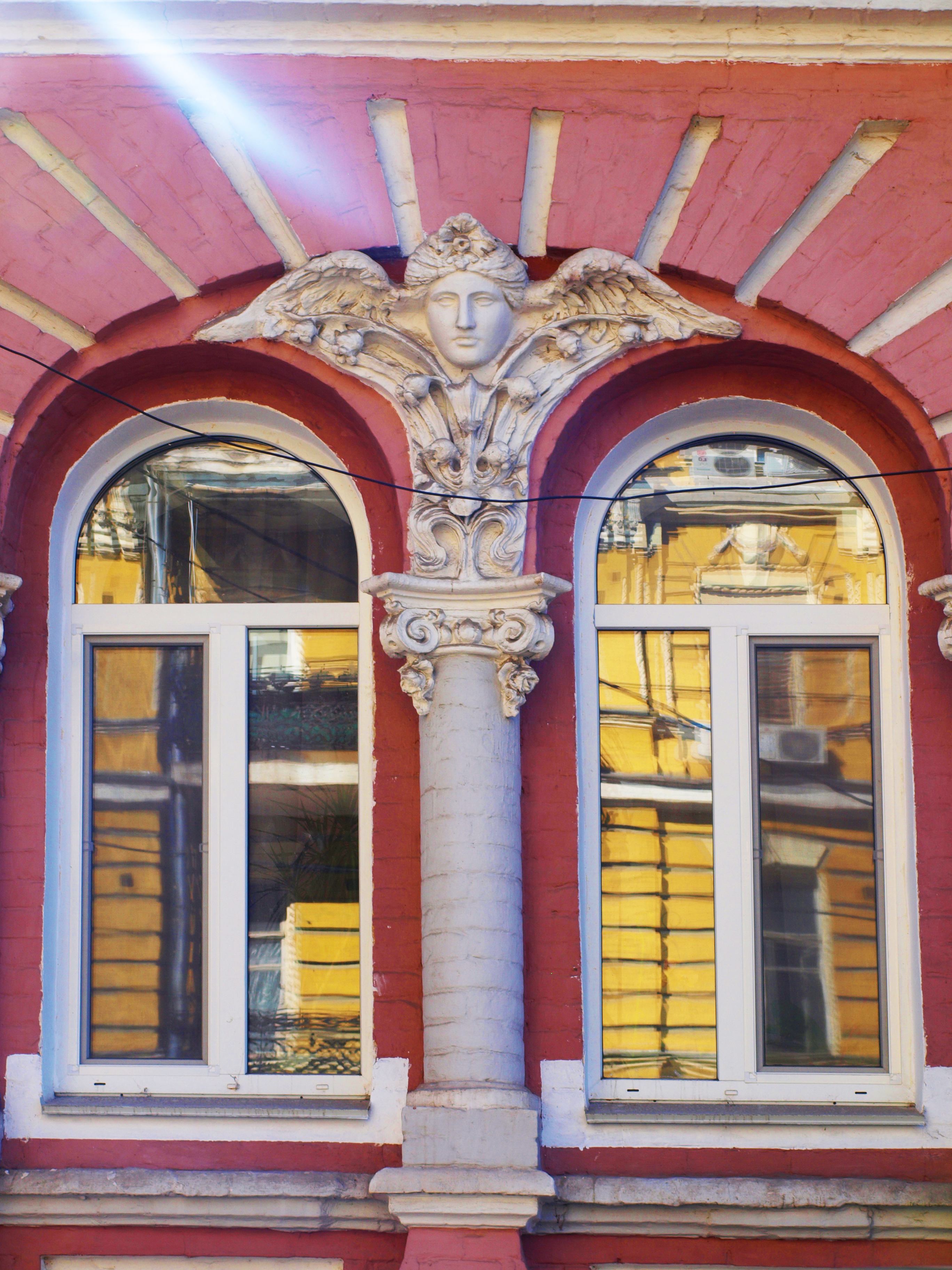
Маскарон